# Северный мост (фильм)
«Северный мост» (фр. Le Pont du Nord) — фильм режиссёра Жака Риветта, впервые показанный на Нью-Йоркском кинофестивале 7 октября 1981 года и вышедший на экраны 13 января или 24 марта 1982 года.

## Сюжет
Мари, бывшая террористка РАФ (прямиком из фильма Фассбиндера «Третье поколение»), выходит на свободу после нескольких месяцев тюремного заключения, и возвращается в Париж, чтобы возобновить отношения со своим любовником Жюльеном. После пребывания в камере она страдает клаустрофобией, и не может остановиться даже в гостиничном номере. На улице она сталкивается с Батистой, странной девушкой, разъезжающей на мопеде вокруг каменных львов и ориентирующейся в Париже по компасу. Батиста убеждена, что за всеми в этом городе установлена тотальная слежка, а потому не может выносить взглядов с афиш и рекламных проспектов, и дырявит глаза фотомоделей складным ножом.
Батиста присоединяется к Мари в её странствиях по городу в качестве своего рода телохранителя, так как Жюльен оказывается замешан в какие-то темные дела, и по пятам за ним и Мари ходят подозрительные субъекты, называющие себя Максами. Сам Париж выглядит довольно странно, людей на улицах подозрительно мало, а те, что попадаются, либо странным образом мелковаты (по мнению Мари), либо подозрительны (по мнению Батисты), и значительная часть действия происходит на пустырях, возле зданий, предназначенных под снос. Ночуют подруги то на скамейке, то в ночном кинотеатре, где идет «Большая страна», то в припаркованной на обочине чьей-то машине.
В похищенном Батистой у Жюльена портфеле, кроме газетных вырезок о терактах, грабежах и процессах над террористами обнаруживается карта столицы, с нарисованным лабиринтом, разбитым на секторы. По словам Мари, карта напоминает паутину, накрывшую город, но Батиста считает, что этот лабиринт — логово Великого дракона. Чтобы разобраться в загадке, Мари предлагает использовать детскую игру в гуся. Поиски приводят женщин к Северному мосту, где Батисте предстоит вступить в инициатическое сражение с «огнедышащим драконом», стерегущим подступы.
Жюльен, как и предупреждала Батиста, оказывается предателем, связанным с Максами, и после того как Мари выполняет его поручения, убивает бывшую любовницу. В финальной сцене, где Батиста должна вступить в бой с одним из Максов, актеры выходят из игрового пространства и фильм превращается в псевдодокументальный, снятый в репортажной манере: кадры тренировки по каратэ, где Макс помогает девушке отработать первое ката.

## В ролях
- Бюль Ожье — Мари
- Паскаль Ожье — Батиста
- Пьер Клеманти — Жюльен
- Жан-Франсуа Стевенен — Макс
- Стив Баес — Макс в пальто
- Бенджамин Балтимор — Макс с ножом
- Джо Данн — мошенник с картами
- Матье Шифман — венгр

## О фильме
Одна из самых прекрасных работ Риветта, по мнению его французских и американских поклонников. Фильм начинается шумом вертолета, напоминающим начальные кадры «Апокалипсиса наших дней», и титрами «Октябрь или ноябрь 1980, уже давно». Девушка на мопеде оглядывает кругом мрачноватую панораму проезжей части, торговых ларьков и строительных кранов, сверяется с компасом и произносит: «À nous deux, Babylone!» («Посмотрим, кто кого - Вавилон или я!»).
Картина снималась между 20 октября и 25 ноября 1980, почти без бюджета, полностью на натуре, и с минимальным техническим обеспечением (16-мм камера, микрофоны HF и без освещения).
Риветт установил для съемок «три правила, или скорее, три ограничения»:
1. Использовать «репортажные» приемы, словно актеры застигнуты врасплох
2. Никогда не выходить за границу двадцати парижских округов
3. Никогда не выпускать из кадра одну или другую героиню

По словам режиссёра, «Северный мост» — это полностью «фильм о Париже осени 80-го, где словесное блуждание на всем протяжении дублирует блуждание физическое, образцами для чего были как Сервантес, так и «Жак-фаталист» Дидро».
По мнению критиков, постоянное пребывание в кадре кого-либо из актрис, в реальности — матери и дочери, что интеллектуальный зритель имеет в виду, замечательным образом символизирует смену поколений и политических эпох, а унылый параноидальный Париж, изображенный в картине, превосходно воспроизводит вялую общественную атмосферу конца жискаровского септенната. Бюль Ожье изображает воплощение усталости, а персонаж Паскаль Ожье — неистовствующий и всегда готовый к бою Дон-Кихот в чёрной косухе, с высоким шиньоном, придуманный после прочтения Сервантеса, которого ей дал Риветт. «Выбор этого дуэта, в котором проявляется ощущение интеррегнума между эпохами, есть подлинный штрих гения в Северном мосту».
Бюль Ожье, звезда французского андеграунда и «самая великая из антиактрис», была постоянной риветтовской исполнительницей, для которой эта картина стала четвёртой, а её дочь режиссёр заметил в театральной постановке своего коллеги и соратника Эрика Ромера «Кетхен из Хайльбронна». «Северный мост» создал начинающей актрисе репутацию надежды интеллектуального кино не только во Франции, но и в США.
Фильм отображает основные темы творчества Риветта: сказочную феерию и всеобщий заговор, а также тему Парижа, города тайн, где сложно жить и просто умирать, начатую ещё на заре Новой волны лентой «Париж принадлежит нам». Картина, как это свойственно фильмам режиссёра, содержит ряд аллюзий и отсылок к его предыдущим работам и фильмам других постановщиков.
Обозреватель Libération, отметивший своеобразную эпохальность картины, ставшей для него первым фильмом нового десятилетия, охарактеризовал её следующим образом:

Северный мост — это политический триллер с погоней за женщиной и городским антуражем, документальный фильм о состоянии Парижа в 1981-м, старинный и современный фильм на базе отрывочного и неопределенного рассказа, вроде картины «Париж принадлежит нам», современная метафора древнего мифа с нитью Ариадны и Минотавром.— Serge Daney
Относительно распространенного мнения о пессимизме фильма, обозреватель Cahiers du cinéma замечает, что это относится к образу Бюль Ожье, тогда как выход Паскаль Ожье за пределы вымысла в область документального, дает фильму «силу продолжаться», как выразилась Маргерит Дюрас в беседе с Риветтом, опубликованной в Le Monde после выхода картины.
В этой связи комментатор указывает на один из важнейших эпизодов фильма, в котором Мари освобождает Батисту из «паутины», которой ту с неясными целями опутал один из Максов. Сцена представляет собой метафору нового рождения, прорывающего оболочку хризалиды.
В том же диалоге Риветт, раздосадованный тем, как его картины принимает публика, произнес грустную фразу: «Мы добьемся успеха уже в могилах». Дюрас в ответ попыталась его ободрить: «Нет-нет, не когда будем окончательно в могилах, а уже теперь», имея в виду, что и в настоящем есть люди, которым нравится подобное кино.

## Комментарии
1. ↑  Французское название фильма — Les Grands Espaces («Великие просторы»). Испытывающая клаустрофобию Мари может находиться в зале, где идет это кино
2. ↑  Дверца не заперта; хозяйка авто, обнаружив утром двух спящих в салоне незнакомок, не возмущается и не угрожает вызвать полицию, а лишь просит их поскорее просыпаться, поскольку ей скоро надо ехать на работу
3. ↑  По мнению обозревателя Cahiers du cinéma, это одна из самых великолепных концовок в истории кино, и вообще, такой рискованный и импровизационный фильм в наше время в Париже снять едва ли возможно
4. ↑  Эстетика Новой волны потребовала появления нового типа исполнителей, которых некоторые киноведы называют профессиональными «антиактерами», или «не-актерами». Их отличительной чертой было намеренное пренебрежение элементарными правилами актерской игры ради достижения большей реалистичности. Среди мужчин наиболее ярким образцом являлся Жан-Пьер Лео.